# Roger Lallemand
Roger Lallemand (* 17. Januar 1932 in Quevaucamps, Hennegau, Belgien; † 20. Oktober 2016) war ein belgischer Rechtsanwalt und Politiker der Parti Socialiste (PS). Er war im Jahre 1988 für kurze Zeit Präsident des belgischen Senats.

## Biografie
Nach dem Schulbesuch studierte Lallemand zunächst Philologie und schloss dieses Studium mit einem Lizenziat ab. Ein weiteres Studium der Rechtswissenschaften an der Université Libre de Bruxelles beendete er mit der Promotion zum Doktor der Rechtswissenschaften. Nach seiner Zulassung begann er 1958 eine Tätigkeit als Rechtsanwalt in Brüssel.
Seine politische Laufbahn begann erst spät mit der Wahl zum Mitglied des Senats, dem er als Vertreter der Parti Socialiste von 1979 bis 1999 angehörte. Zwischen dem 10. März und dem 10. Mai 1988 war er kurzzeitig Senatspräsident.
Am 3. April 1990 legte er zusammen mit Lucienne Herman-Michielsens, einer Senatorin der Partij voor Vrijheid en Vooruitgang (PVV), einen Gesetzentwurf vor, der unter bestimmten Umständen einen Schwangerschaftsabbruch legalisierte. Mit der notwendigen Mehrheit verabschiedete das Föderale Parlament die dazu notwendige Änderung der Artikel 348, 350, 351 und 352 des Strafgesetzbuchs sowie die Einführung des Artikels 353 in das Strafgesetzbuch und schuf dadurch zum damaligen Zeitpunkt eines der am wenigsten restriktiven Abtreibungsrechte der Welt.
Nach seinem Ausscheiden aus dem Senat erhielt er von diesem den Titel eines Ehrenpräsidenten (Erevoorzitter van de Senaat). Am 28. Januar 2002 wurde ihm neben einigen anderen Politikern darüber hinaus der Ehrentitel eines Staatsministers (Minister van Staat) zuerkannt. Dadurch war er kraft Amtes zugleich Mitglied des allerdings seit 1960 nicht mehr einberufenen Kronrates (Kroonraad).
Lallemand war außerdem Mitglied der Freimaurerloge Les Amis Philanthropes, die zur Großloge Grootoosten van België gehört.